# John Layfield
John Charles Layfield (* 29. listopadu 1966), známý pod přezdívkou JBL, je bývalý americký profesionální wrestler a fotbalista. V současné době pracuje ve společnosti WWE, kde působí jako ambasador a komentátor.

## Kariéra
Ve WWE se proslavil během její Attitude Ery. Vystupoval jako Bradshaw a stal se trojnásobným šampionem WWF Tag Team s Ronem Simmonsem jako součást týmu Acolytes Protection Agency (APA).
V roce 2004 Simmons odešel do důchodu a APA se rozdělila. Layfield začal ztvárňovat postavu JBL. Tento charakter byl známý svojí drzostí a podnikavostí. Vycházel z Layfieldových skutečných úspěchů jako investora na burze. Později téhož roku získal titul WWE Championship a držel ho 280 dní. Měsíc před svým odchodem do důchodu na WrestleManii 25 se stal Interkontinentálním šampionem, čímž se zařadil mezi členy Triple Crown a Grand Slam v rámci společnosti WWE.
Po odchodu do důchodu se stal komentátorem pořadů WWE. V roce 2021 byl uveden do síně slávy WWE. V současné době je specialista v oblasti financí a pravidelně vystupuje v televizních pořadech Fox News a Fox Business. Je také zaměstnán ve společnosti Northeast Securities jako její senior viceprezident.

## Osobní život
Jeho otec je farář Lavelle Layfield a jeho matka se jmenuje Mary Layfieldová.
Dne 11. února 2005 se v Key Westu na Floridě oženil se svou druhou ženou Meredith Whitneyovou. Předtím byl 6. června 1994 ženatý se Cindy Womack, ale v roce 2003 se rozvedli.
Během svého působení ve WWE byl svými kolegy mnohokrát obviněn ze šikany.

## Ocenění
- Catch Wrestling Association
  - CWA World Tag Team Championship (1x)
- Cauliflower Alley Club
  - Iron Mike Mazurki Award (2022)
- Federacion Internacional de Lucha Libre
  - FILL Heavyweight Championship (1x)
- George Tragos/Lou Thesz Professional Wrestling Hall of Fame
  - Lou Thesz Award (2012)
- Global Wrestling Federation
  - GWF Tag Team Championship (2x)
- Memphis Championship Wrestling
  - MCW Southern Tag Team Championship (1x)
- NWA Dallas
  - NWA North American Heavyweight Championship (1x)
- Ohio Valley Wrestling
  - OVW Southern Tag Team Championship (1x)
- Pro Wrestling Illustrated
  - Ranked No. 5 of the 500 best singles wrestlers in the PWI 500 in 2005
  - Ranked No. 496 of the best 500 singles wrestlers of all time in the PWI Years in 2003
- United States Wrestling Federation
  - USWF Tag Team Championship (1x)
- World Wrestling Federation / World Wrestling Entertainment / WWE
  - WWE Championship (1x)
  - WWE Intercontinental Championship (1x)
  - WWE United States Championship (1x)
  - WWE Hardcore Championship (17x)
  - WWF European Championship (1x)
  - WWF Tag Team Championship (3x)
  - WWE Championship No. 1 Contender's Tournament (duben 2005)
  - Race to the Rumble Tournament (2009)
  - Slammy Award (1x)
    - Favorite Web Show of the Year (2013)

  - 20th Triple Crown Champion
  - 10th Grand Slam Champion
  - WWE Hall of Fame (2020)
- Wrestling Observer Newsletter
  - Best Gimmick (2004)
  - Worst Television Announcer (2014, 2015)
  - Worst Worked Match of the Year (2002)
  - Most Disgusting Promotional Tactic (2014)